# Esecuzione sommaria
Un'esecuzione sommaria è un tipo di pena di morte in cui una persona è accusata di un crimine e immediatamente giustiziata senza un equo processo.

## Tipologia
Il termine in generale si riferisce alla cattura, l'accusa e l'uccisione, tutte condotte simultaneamente o comunque entro un brevissimo lasso di tempo e senza alcun processo. Secondo il diritto bellico, il rifiuto di accettare una regolare resa in combattimento è anch'esso categorizzato come esecuzione sommaria (così come l'omicidio). 
Le esecuzioni sommarie sono state praticate da organizzazioni di polizia, militari e paramilitari e sono spesso associate a guerriglia, controguerriglia, terrorismo e ogni altra situazione che porti a non rispettare le normali procedure per gestire coloro che sono accusati fra prigionieri, civili e militari.